# حزب المصريين الأحرار
حزب المصريين الأحرار هو حزب مصري ذو مرجعية ليبرالية، أُعلن عن تأسيسه يوم الأحد 3 أبريل 2011، حيث قام عدد من المفكرين والنشطاء السياسيين بالإعلان عن برنامج وأهداف الحزب ومبادئه الأساسية، ووافقت لجنة الأحزاب على إجراءات تأسيسه يوم الأثنين 4 يوليو 2011.
انضم عدد من الشخصيات العامة والمعروفة للحزب مثل الكتاب محمد سلماوى وجمال الغيطاني، د. هاني سري الدين، الشاعر أحمد فؤاد نجم، المخرج خالد يوسف، وأحمد إسحق (رئيس لجان متابعة الملف النوبي)، د. محمود مهني (عضو مجمع البحوث الإسلامية بالقاهرة ونائب رئيس جامعة الأزهر السابق)، المهندس نجيب ساويرس (رئيس مجلس الإدارة التنفيذي لشركة أوراسكوم تيلكوم القابضة)، د. فاروق الباز (مدير أبحاث الفضاء في بوستن). اندمج فيه حزب الجبهة الديمقراطية في 21 ديسمبر 2013.
حصل الحزب علي عضويته الكاملة في المنظمة الليبرالية الدولية والتي تضم في عضويتها أكثر من 100 حزب ليبرالي حول العالم، وذلك خلال المؤتمر ال59 للمنظمة والذي عقد في مدينة روتردام الهولندية في الفترة من 24-26 أبريل 2014.

## القيادة

### مجلس أمناء الحزب
في ديسمبر 2015، تم انتخاب د/ صلاح فضل رئيس لمجلس الأمناء خلفاً للدكتور أسامة الغزالي حرب وعلى ذلك أصبح تشكيل مجلس الأمناء:
- دكتور صلاح فضل - رئيس مجلس الأمناء
- الأستاذ راجي سليمان - وكيل مجلس الأمناء
- الدكتور فاروق الباز - عضو مجلس الأمناء
- الدكتور إبراهيم عويس - عضو مجلس الأمناء
- المهندس نجيب ساويرس - عضو مجلس الأمناء
- الأستاذ محمد سلماوي - عضو مجلس الأمناء
- الأستاذ نديم الياس - عضو مجلس الأمناء
- الدكتور محمود العلايلي - عضو مجلس الأمناء

### رئاسة الحزب
بعد أعلان تأسيس الحزب تم تكوين مكتب رئاسي للقيام بمهام رئيس الحزب حتي الانتخابات الداخلية للحزب ويضم: هاني سري الدين، أحمد حسن سعيد، باسل عادل.
وتلي ذلك انتخاب أحمد حسن سعيد رئيساً مؤقتاً للحزب وراوي كامل تويج سكرتيراً عاماً للحزب.
وبعد عقد المؤتمر العام الأول للحزب في 10 مايو 2013 تم انتخاب أحمد سعيد ليكون أول رئيس منتخب لحزب المصريين الأحرار.
ومنذ استقالة أحمد سعيد لأسباب عائلية في سبتمبر 2014، شغل منصب القائم بأعمال رئيس الحزب الدكتور عصام خليل الأمين العام للحزب. ، وبعد أنتهاء الأنتخابات البرلمانية تم أنتخاب الدكتور عصام خليل رئيساً للحزب.

### الأمانة العامة
في 27 أبريل 2014 انتخبت الهيئة العليا للحزب الدكتور عصام خليل أميناً عاماً للحزب، وبعد أنتخاب د/ عصام خليل لرئاسة الحزب، تم تعيين المهندس أحمد خيري قائماً بأعمال الأمين العام ثم نادر الشرقاوي لحين أنتخاب الأمين العام، وبهذا يصبح تشكيل الأمانة العامة كالتالي:
- الاستاذ نادر الشرقاوي - الأمين العام
- المهندس عماد رؤوف - الأمين العام المساعد ومنسق الأمانة العامة
- الاستاذ عاطف لمعي - الأمين العام المساعد للشئون المالية والإدارية
- المهندس أحمد خيري - الأمين العام المساعد
- الأستاذ أيهاب الطماوي - الأمين العام المساعد للشئون القانونية
- المهندس محمد فريد - الأمين العام المساعد وأمين الشباب
- المهندس شهاب وجية - أمين التدريب والتثقيف
- الاستاذ نصر القفاص - أمين الاعلام
- الاستاذ أيمن شندي - أمين المحليات
- الاستاذ بلال حبش - أمين العمل الجماهيري
- الاستاذة مني جاب الله - أمين النقابات والاتحادات
- الأستاذ رائد مقدم - أمين قطاع القاهرة والدلتا
- الأستاذ ناصر قطامش - أمين قطاع الصعيد والمحافظات الحدودية

## التاريخ

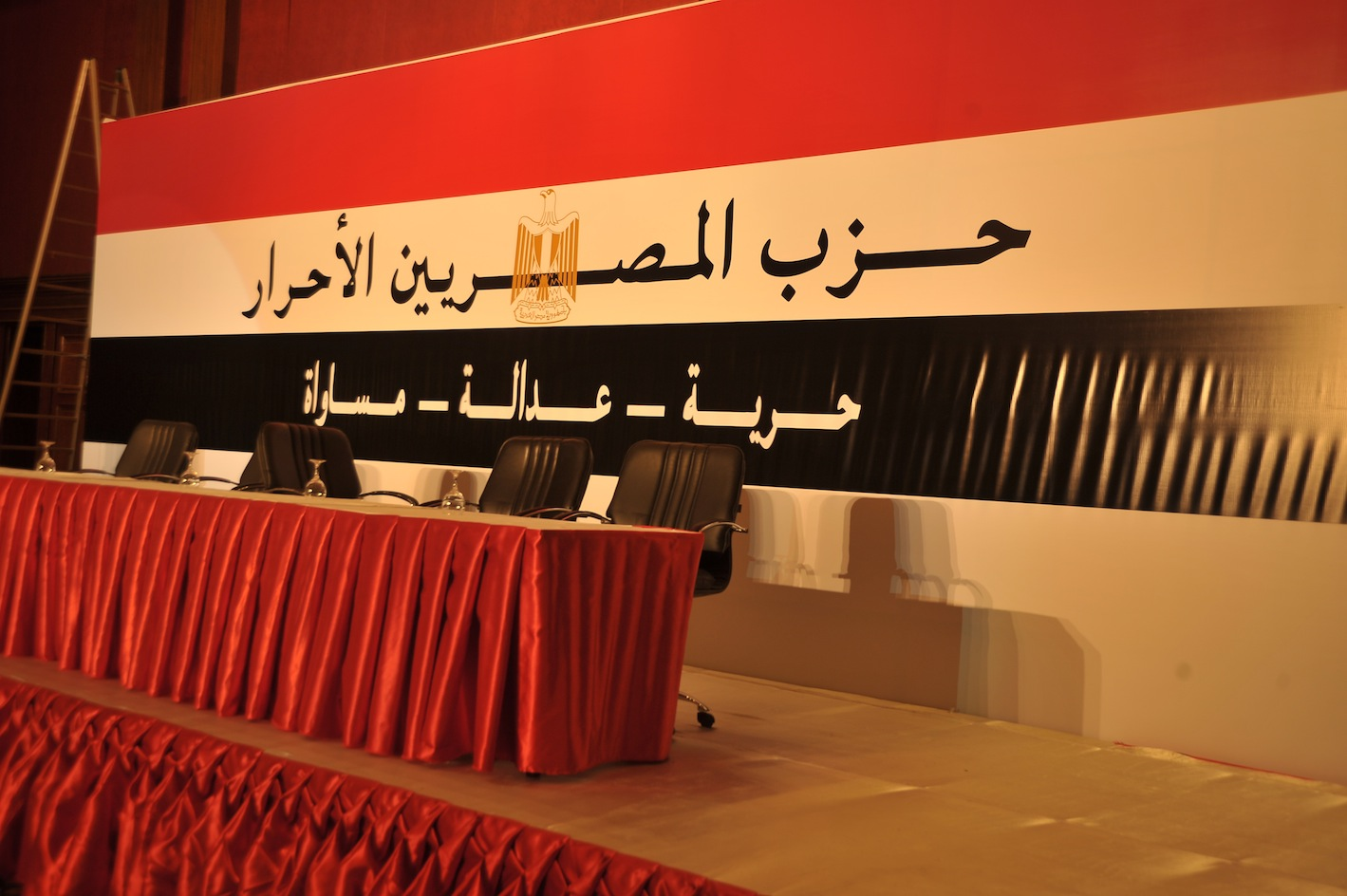
حزب المصريين الأحرار

أعلن نجيب ساويرس في 3 أبريل 2011 تأسيس حزب المصريين الأحرار وبشعار «المستقبل نصنعه معاً لنعيد لمصر أمجادها». وكان وكيلاه المؤسسان دكتور هاني سري الدين والأستاذ راجي سليمان. انضم عدد من الشخصيات العامة لتشارك ساويرس في تأسيس الحزب، ومنها الشاعر الراحل أحمد فؤاد نجم وعالم الفلك فاروق الباز.

### مواقف الحزب
تنص مبادئ الحزب علي الإيمان بالديمقراطية وبالحريات، وبحق المواطنين في التنظيم الحر، وإبداء الرأي والتعبير عنه بكل الوسائل السلمية، وانعكس برنامج الحزب السياسي علي المواقف التي اتخذها خلال تاريخه، فقد شارك بفاعلية في عدد من الأحداث، فعلي خلفية أحداث محمد محمود أصدر الحزب تصريحات بأنه يرفض حضور حوار القوي السياسية مع المجلس العسكري إلا بعد الوقف الكامل للعنف ضد المتظاهرين والتقدم باعتذار رسمي عن أي استخدام للعنف ضد المتظاهرين السلميين في التحرير أو ماسبيرو أو أي من ميادين مصر، وقبول استقالة حكومة د. عصام شرف وتعيين حكومة إنقاذ وطني.
أيضاً استنكر الحزب في بياناته الرسمية استخدام القوة ضد المعتصمين السلميين أمام مجلس الوزراء مشدداً علي أهمية احترام حرية الرأي والتعبير.
وعلي خلفية أحداث بورسعيد ومع استمرار العنف ضد المتظاهرين قرر الحزب الشروع في اعتصام مفتوح بداية من الثلاثاء 7 فبراير 2012 ما لم تستجب الحكومة، وبخاصة وزارة الداخلية، لنداءات وقف العنف فوراً، ومنع قوات الأمن من إطلاق الرصاص علي المتظاهرين، في الوقت الذي لجأ فيه نواب الحزب إلي مزيد من الإجراءات التصعيدية لإلزام الداخلية بوقف العنف ضد المتظاهرين وبدأ عدد من نواب الحزب اعتصاماً داخل مجلس الشعب لعدة أيام، وهددوا بإضراب عن الطعام.

### استقالات
تقدم 31 من مؤسسي الحزب بمحافظة الدقهلية باستقالة جماعية في 16 يونيو 2011 احتجاجاً على ضم الحزب لمن وصفوهم بـ«فلول وقيادات الحزب الوطني».
و ردا على استقالاتهم، أعلن الحزب أنه يأخذ على محمل الجد أي استقالات يتقدم بها أعضاء له، وأنه سوف يتواصل مع هؤلاء الأعضاء للتحقق من سبب رغبتهم في ترك الحزب ومعالجة أسبابها.
وبعدما نشر نجيب ساويرس على موقع التواصل الاجتماعي تويتر رسمًا اعتبر تهكما على الدين الإسلامي، تقدم العشرات من مؤسسي الحزب بمحافظة الإسماعيلية باستقالات جماعية تنديدا بذاك الرسم واعتراضا «على ضم الحزب لعدد من أعضاء الحزب الوطني المنحل».
من جانبه، دعا الحزب لاستيعاب الفارق «بين مواقف حزب المصريين الأحرار كشخصية اعتبارية مؤسسية ومواقف أعضائه» وأكد على موقفه الواضح من احترام الأديان.

## الانتخابات
خاض الحزب أول انتخابات تشريعية في تاريخه، انتخابات مجلس الشعب المصري 2011-2012، متحالفًا مع حزبي المصري الديمقراطي الاجتماعي والتجمع فيما عرف بتحالف الكتلة المصرية. استهدف التحالف «الدفاع عن الدولة المدنية»، مما اعتبره متابعون أنه تحالف يهدف لمجابهة الإسلاميين بالرغم من تأكيد الأحزاب المتحالفة بأن التحالف لم ينشأ لمواجهة تحالف آخر. حصد التحالف 34 مقعدًا من أصل 498 مقعد (أي 7%) كان نصيب حزب المصريين الأحرار منها هو 15 مقعد.
أعلن الحزب عن عدم نيته الخوض بمرشح في انتخابات الرئاسة، وأيضاً عن عدم دعمه لأي من المرشحين سواء في الجولة الأولي من الانتخابات والتي خاضها 13 مرشحاً، أو في جولة الإعادة.
انسحب الحزب من الجمعية التأسيسية الأولي المكلفة بإعداد دستور جديد للبلاد والتي صدر بشأنها حكماً بالحل من القضاء المصري، كما انسحب مرة أخرى بعد إعادة تشكيلها في المرة الثانية وتنازل عن مقاعده للفئات التي لن يتم تمثيلها نتيجة انفراد تيار سياسي واحد بالتأسيسية.

### انتخابات مجلس الشعب المصري 2011-2012[22]
خاض الحزب أول انتخابات تشريعية في تاريخه، انتخابات مجلس الشعب المصري 2011-2012، متحالفًا مع حزبي المصري الديمقراطي الاجتماعي والتجمع فيما عرف بتحالف الكتلة المصرية. استهدف التحالف «الدفاع عن الدولة المدنية»، مما اعتبره متابعون أنه تحالف يهدف لمجابهة الإسلاميين بالرغم من تأكيد الأحزاب المتحالفة بأن التحالف لم ينشأ لمواجهة تحالف آخر. حصد التحالف 34 مقعدًا من أصل 498 مقعد (أي 7%) كان نصيب حزب المصريين الأحرار منها هو 15 مقعد.
| المحافظة     | اعضاء مجلس الشعب 2012 (المصريين الاحرار) | انتخابات 2015                                    |
| ------------ | ---------------------------------------- | ------------------------------------------------ |
| القاهرة      | عاطف مخاليف                              | فاز في الدورتين 2012 و2015 باسم المصريين الاحرار |
| الأسكندرية   | ابراهيم عبد الوهاب                       | فاز في الدورتين 2012 و2015 باسم المصريين الاحرار |
| القاهرة      | أحمد حسن سعيد                            | فاز - مستقل في قائمة حب مصر                      |
| القاهرة      | محمد أبو حامد                            | فاز - مستقل عن دائرة الويلي                      |
| البحيرة      | المعتز بالله علي حامد النجار             | فاز - حزب الوفد - دائرة دمنهور                   |
| الغربية      | حمادة أحمد إبراهيم القسط                 | فاز - حزب السلام الديمقراطي - دائرة بسيون        |
| القاهرة      | باسل عادل                                | خسر - مستقل - دائرة مدينة نصر                    |
| القاهرة      | أيمن طه خليل محمد                        | خسر - مستقل في قائمة تيار الاستقلال              |
| الغربية      | عاطف عبد الحي عبد الرحمن شخبة            | خسر- حزب السلام الديمقراطي - دائرة المحلة        |
| الشرقية      | مجدي صبري عبد الرحيم عليوه               | خسر - مستقل - دائرة ديرب نجم                     |
| السويس       | حكيم سليمان محمد حسين                    | خسر - حزب مصر الحديثة - دائرة السويس             |
| الجيزة       | سالم محمد عبد المجيد أبو شنب             | توفي قبل 2015                                    |
| البحر الأحمر | سامح فكري مكرم عبيد                      | -                                                |
| الأسكندرية   | علي محمد احمد عمر                        | -                                                |

### انتخابات مجلس النواب 2015
فاز الحزب بـ 65 مقعد منهم 57 فردي و8 قائمة وبذلك احتل الحزب المركز الأول كأكثر حزب حاصل علي مقاعد بالبرلمان
قام بتقديم 32 مرشحاً من الشباب  من ضمن 230 مرشحاً تقدم بهم الحزب للمنافسة علي المقاعد الفردية في الأنتخابات البرلمانية المنعقدة في مارس 2015 ، ومن أبرز مرشحي الحزب:

</ref>

#### المرحلة الأولي للانتخابات
وتشمل 14 محافظة، وقد شارك الحزب في المرحلة الأولي للانتخابات البرلمانية ب 113 مرشحاً علي المقاعد الفردية و5 مرشحين علي قوائم في حب مصر، وأسفرت نتائج الجولة الأولي للانتخابات  علي حصول الحزب علي ما يقرب مليون صوت من أصل 7.2 مليون مصوت شاركوا في التصويت، واعلنت اللجنة العليا للأنتخابات فوز الحزب ب 5 مقاعد القائمة وخوض 64 مرشحاً مرحلة الإعادة المزمع إجراءها أيام 27 و28 من شهر أكتوبر.

#### المرحلة الثانية للانتخابات
وتشمل 13 محافظة
حصول الحزب في الانتخابات البرلمانية المرحلة الأولى والثانية على 65 مقعدًا، وأن تلك النسبة هي الأولى على مستوى الاحزاب.

للمزيد: أنظر الكتلة البرلمانية لنواب حزب المصريين الأحرار (الدورة البرلمانية 2016- 2020)